# Habronestes hebronae
Habronestes hebronae là một loài nhện trong họ Zodariidae.
Loài này thuộc chi Habronestes. Habronestes hebronae được Barbara C. Baehr miêu tả năm 2003.